# The xx
The xx — британський інді-поп-гурт, створений в 2005 році в Лондоні, Англія. Дебютний альбом гурту xx отримав високі оцінки музичних критиків та був номінований на Mercury Prize, котру і здобув 7 вересня 2010 року.

## Історія гурту
На момент створення гурту його засновникам було по 16 років, усі вони познайомилися та вчилися разом в лондонській середній школі Елліота, серед відомих випускників якої — Hot Chip, Burial та Four Tet. Гурт зайняв шосте місце у списку The Future 50 List журналу NME.
Дебютний альбом гурту, xx, вийшов 17 серпня 2009 року у Великій Британії під лейблом Young Turks Records. продюсуванням платівки гурт займався самостійно. The xx гастролювали разом з такими колективами як The Big Pink та Micachu.
Перший сингл з альбому «Crystalised» став на британському iTunes «Синглом тижня». Коли The xx почали стрімко набирати популярність, гурт покинула гітаристка та клавішниця Барія Куреші, пояснивши свій вихід втомою. Вперше Куреші пропустила концерт в жовтні, змусивши гурт виступати як тріо. Тоді The xx скасували частину європейських виступів, оголосивши, що Куреші потрібна відпустка. Але після шести місяців перерв в концертній діяльності Куреші покинула гурт.
У Британії дебютний альбом отримав статус золотого, піднявшись спочатку на 10-ту, а після отримання Mercury Prize і на 3-тю сходинку UK Singles Chart. Через кілька тижнів, в результаті стрімко збільшившихся обсягів продажу, платівка отримала платиновий статус у Британії (продано 300 тисяч копій).
Реліз другого альбому під назвою Coexist відбувся 10 вересня 2012 року.
9 вересня 2012 група виступила на Бестівалі (Bestival) і зібрала на своєму виступі найбільше публіки. 
5 жовтня 2012 концертом в Ванкувері почався перший Північно-Американський тур групи в ході якого будуть дані концерти в США і Мексиці. 23 липня 2013 група дала концерт в Москві в концертному залі Crocus City Hall.
2013 року пісня «Together» була включена до списку саундтреків фільму «Великий Гетсбі».  [Архівовано 10 січня 2015 у Wayback Machine.]
13 січня 2017 року гурт презентував свій третій студійний альбом — «I See You».

## Дискографія

### Альбоми
| Рік  | Інформація про альбом                                           | Позиція в чарті | Позиція в чарті | Позиція в чарті | Позиція в чарті | Позиція в чарті | Позиція в чарті | Позиція в чарті | Позиція в чарті | Позиція в чарті | Позиція в чарті | Сертификації             |
| Рік  | Інформація про альбом                                           | UK              | US              | AUS             | BEL             | BEL             | FRA             | GER             | IRE             | NZL             | SWE             | Сертификації             |
| ---- | --------------------------------------------------------------- | --------------- | --------------- | --------------- | --------------- | --------------- | --------------- | --------------- | --------------- | --------------- | --------------- | ------------------------ |
| 2009 | xx - Формат: CD, Music download                                 | 3               | 92              | 40              | 9               | 41              | 35              | 73              | 14              | 13              | 44              | Велика Британія: Платина |
| 2012 | Coexist - Реліз: 10 вересня 2012 - Лейбл: Young Turks - Формат: | 1               | 5               | 2               | 1               | 6               | 2               | 3               | 3               | 1               | 1               | Велика Британія: Золото  |
| 2017 | I See You - Реліз: 13 січня 2017 - Лейбл: Young Turks - Формат: | —               | —               | —               | —               | —               | —               | —               | —               | —               | —               | —                        |

### Сингли
| Рік  | Назва                       | Позиція в чарті | Позиція в чарті | Позиція в чарті | Позиція в чарті | Позиція в чарті | Альбом |
| Рік  | Назва                       | UK              | UK Indie        | BEL (FL)        | FRA             | US Alt          | Альбом |
| ---- | --------------------------- | --------------- | --------------- | --------------- | --------------- | --------------- | ------ |
| 2009 | «Crystalised»               | —               | —               | —               | —               | —               | xx     |
| 2009 | »Basic Space"               | —               | —               | —               | —               | —               | xx     |
| 2009 | «Islands»                   | —               | —               | —               | —               | —               | xx     |
| 2010 | «VCR»                       | 132             | 15              | —               | —               | —               | xx     |
| 2010 | «Islands» (перевидання)     | 34              | 3               | 16              | 90              | —               | xx     |
| 2010 | «Crystalised» (перевидання) | 175             | 14              | —               | —               | 37              | xx     |

### Кліпи
- «Basic Space»
- «Crystalised»
- «VCR»
- «Islands»
- «Teardrops»
- «Infinity»
- «Heart Skipped A Beat»
- «Night Time»
- «Stars»
- «Shelter»
- «Chained»
- «Intro»
- «Fiction»
- «Angels»

### Демозаписи, кавери, та ремікси
- «Blood Red Moon»
- «Hot Like Fire» (Bonus CD)
- «Teardrops» (Bonus CD)
- «Do You Mind» (Bonus CD)
- «You've Got The Love» (Florence and The Machine remix)
- «Space Bass» (Jamie xx's Basic Space remix)

## Нагороди і номінації
| Рік  | Нагорода                         | Робота                 | Категорія                                      | Результат | Прим.  |
| ---- | -------------------------------- | ---------------------- | ---------------------------------------------- | --------- | ------ |
| 2009 | Žebřík Music Awards              | —                      | Best International Discovery                   | Номінація | [ 14 ] |
| 2009 | Rober Awards Music Poll          | —                      | Breakthrough Artist                            | Перемога  |        |
| 2009 | Rober Awards Music Poll          | —                      | Best Pop Artist                                | Номінація |        |
| 2009 | Rober Awards Music Poll          | xx                     | Album of the Year                              | Номінація | [ 15 ] |
| 2009 | Best Art Vinyl                   | xx                     | Best Vinyl Art                                 | Номінація | [ 16 ] |
| 2009 | UK Music Video Awards            | «Basic Space»          | Best Visual Effects                            | Номінація |        |
| 2010 | UK Music Video Awards            | «Islands»              | Best Indie/Alternative Video                   | Номінація |        |
| 2010 | Mercury Prize                    | xx                     | Album of the Year                              | Перемога  |        |
| 2010 | NME Awards                       | —                      | Best New Band                                  | Номінація | [ 17 ] |
| 2010 | Q Awards                         | —                      | Best New Act                                   | Номінація |        |
| 2010 | Q Awards                         | «VCR»                  | Best Track                                     | Номінація |        |
| 2011 | Ivor Novello Awards              | «Islands»              | Best Contemporary Song                         | Номінація |        |
| 2011 | BT Digital Music Awards          | The xx iPhone app      | Best Music App                                 | Номінація |        |
| 2011 | International Dance Music Awards | «VCR» (Four Tet Remix) | Best Alternative/Rock Dance Track              | Номінація | [ 18 ] |
| 2011 | Brit Awards                      | xx                     | British Album of the Year                      | Номінація | [ 19 ] |
| 2011 | Brit Awards                      | —                      | British Group                                  | Номінація | [ 19 ] |
| 2012 | Brit Awards                      | —                      | British Group                                  | Номінація | [ 20 ] |
| 2013 | Independent Music Awards         | Coexist                | Best 'Difficult' Second Album                  | Номінація |        |
| 2013 | A2IM Libera Awards               | Coexist                | Independent Album of the Year                  | Номінація |        |
| 2013 | Brit Awards                      | —                      | Best British Group                             | Номінація |        |
| 2013 | mtvU Woodie Awards               | —                      | Branching Out Woodie                           | Номінація |        |
| 2014 | mtvU Woodie Awards               | —                      | Performing Woodie                              | Номінація |        |
| 2017 | A2IM Libera Awards               | I See You              | Marketing Genius                               | Перемога  | [ 21 ] |
| 2017 | AIM Independent Music Awards     | «On Hold»              | Independent Track of the Year                  | Перемога  |        |
| 2017 | Q Awards                         | Best Album             | I See You                                      | Номінація |        |
| 2017 | Hungarian Music Awards           | «On Hold»              | Foreign Electronic Music Album or Sound Record | Перемога  |        |
| 2018 | Hungarian Music Awards           | I See You              | Foreign Electronic Music Album or Sound Record | Перемога  |        |
| 2018 | Sweden GAFFA Awards              | I See You              | Best Foreign Album                             | Номінація |        |
| 2018 | Sweden GAFFA Awards              | —                      | Best International Group                       | Перемога  |        |
| 2018 | Brit Awards                      | —                      | Best British Group                             | Номінація |        |